# Aulus Hirtius
Aulus Hirtius, död 43 f.Kr., var en romersk konsul.
Hirtus stod högt i gunst hos Julius Caesar, vilken han bland annat följde med till Gallien och Egypten. Han blev praetor 46 f.Kr. Efter Caesars död blev han en av Marcus Antonius motståndare, besegrade denne vid Bononia och Mutina, men stupade i sistnämnda slag.